# Jerwen

Jerwens läge i guvernementet Estland.

Jerwen (estniska Järvamaa) är ett historiskt landskap i Estland. Paide är huvudort. Under det ryska styret var det en krets i guvernementet Estland och det motsvarar dagens Järvamaa. För landskapets historia, se Estlands historia.

## Socknar
- Ambla socken
- Anna socken
- Järva-Jaani socken
- Järva-Madise socken
- Koeru socken
- Paide socken
- Peetri socken
- Türi socken